# 大館市立有浦小学校
大館市立有浦小学校（おおだてしりつ　ありうらしょうがっこう）は、秋田県大館市有浦4丁目にある公立小学校。

## 沿革
- 1940年（昭和15年）4月1日 - 長木川大橋以北の地域の児童を対象に大館第三尋常小学校創立。
- 1941年（昭和16年）
  - 4月1日 - 国民学校令により、大館第三国民学校に改称。
  - 6月14日 - 校舎竣工。
  - 6月27日 - 大館町立有浦国民学校に改称。
- 1942年（昭和17年）6月15日 - 有浦4丁目6番55号（現在地）に移転し、校舎落成と開校の両式典を挙行。
- 1945年（昭和20年）4月1日 - 大館城北国民学校に改称。
- 1947年（昭和22年）4月1日 - 学校教育法（旧法）施行により、大館町立有浦小学校に改称。同日、PTA発足。
- 1950年（昭和25年）6月15日 - 創立10周年記念式典挙行し、校歌制定。
- 1951年（昭和26年）4月1日 - 大館町の市制施行により、大館市立有浦小学校に改称。
- 1954年（昭和29年）10月13日 - グラウンドを校舎東側に移転。
- 1957年（昭和32年）3月31日 - PTAより、水道施設・全校放送施設の寄贈を受ける。
- 1962年（昭和37年）1月21日 - 完全学校給食開始。
- 1968年（昭和43年）10月12日 - 御成町大火で、西校舎屋根に飛び火（こちらは直ちに消火）。
- 1973年（昭和48年）8月2日 - プール完成し、落成式挙行。
- 1974年（昭和49年）4月1日 - 特殊学級開設。開設時の在籍者数は9名。
- 1976年（昭和51年）12月17日 - 校舎全焼。
- 1978年（昭和53年）10月16日 - 新校舎竣工。
- 1981年（昭和56年）8月25日 - 同窓会設立。
- 1987年（昭和62年）7月16日 - PTAにより、プールサイド観覧席全面補修。
- 1990年（平成2年）11月20日 - 創立50周年記念式典挙行。記念祝賀会開催し、創立50周年記念誌「いちょう」発行。
- 1997年（平成9年）
  - 2月16日 - 「豊田佐吉賞」受賞記念事業として、全教室にビデオデッキ、10教室にテレビ配置が完了。
  - 4月4日 - 比内養護学校との交流開始。同日から、ゴミの分別収集も開始。
- 1998年（平成10年）9月30日 - 全国発明工夫展「豊田佐吉賞」受賞記念事業として、プレイルームにレクチャーアンプ、体育館に集音マイク等設置完了。
- 2012年（平成24年）3月27日 - 体育館のトイレを水洗トイレに改修。
- 2015年（平成27年）
  - 3月5日 - 南側校舎のトイレを改修（洋式化）。
  - 12月18日 - 校舎内耐震補強工事終了。
- 2017年（平成29年）7月2日 - 職員室・事務室・保健室にエアコンを設置。
- 2018年（平成30年）9月 - 1階東側トイレ開放に伴う出入りサッシ改修工事実施。

## 周辺
- 秋田県道2号大館十和田湖線
  - 国道7号 - 秋田県道2号大館十和田湖線からの間接接続
- 大館市立東中学校 - 県道をはさんで隣接。主な進学先でもある。

## アクセス
- JR大館駅から、
  - 車で約3分（約1.4km）。
  - 徒歩で約25分（約1.3km）。
  - 下記記載の秋北バス小坂線で、「東中学校前」バス停まで5分。
- 秋北バス大館小坂線「東中学校前」バス停下車。

## 参考資料
- 『大館市史 第三巻下』654頁「終戦と町・村」の有浦小学校の項。